# Бадаєв Олексій Єгорович
Олексі́й Єго́рович Бада́єв (16 лютого 1883, село Юр'єво Орловської губернії — 3 листопада 1951, місто Москва) — діяч Комуністичної партії і Радянської держави. Член Державної думи Російської імперії. Депутат Верховної Ради РРФСР 1—го скликання. Депутат Верховної Ради СРСР 1—2-го скликань. Член Російського бюро ЦК РСДРП(б) (1912—1914). Член ЦК РСДРП(б) (квітень—листопад 1914). Кандидат у члени ЦК РКП(б) (1922—1925). Член ЦК ВКП(б) (1925—1951).

## Біографічні відомості
Народився в селі Юр'єво Карачевського повіту Орловської губернії (тепер — село Велике Юр'єво Хотинецького району Орловської області) в бідній селянській родині. З 1891 по 1892 рік навчався в початковій сільській школі в Карачевському повіті на Орловщині.
З 1894 по січень 1901 року — селянин в господарстві батька і на сільськогосподарських заробітках в селі Юр'єво. З січня по квітень 1901 року був чорноробом за наймом у приватного господаря в Москві.
У квітні 1901 року приїхав в Санкт-Петербург, де працював до жовтня 1903 року чорноробом, а з жовтня 1903 по травень 1906 року — нижчим службовцем лікарні на Олександрівському ремонтному заводі.
Член РСДРП(б) з жовтня 1904 року.
Брав участь в революції 1905—1907 років, був одним з керівників більшовицької організації Олександрівського ремонтного заводу. Активний діяч Спілки металістів у Санкт-Петербурзі.
У травні 1906 — жовтні 1912 року — слюсар головних вагонних майстерень Миколаївської залізниці в Санкт-Петербурзі.
У 1911 році закінчив вечірні курси за Невською заставою в Санкт-Петербурзі.
У жовтні 1912 року був обраний в IV Державну думу від робітничої курії Петербурзької губернії. У 1912—1914 роках співробітничав з газетою «Правда» та був її офіційним видавцем, входив до більшовицької фракції 4-ї Державної думи, був членом Петербурзького комітету і Російського бюро ЦК РСДРП, виконував доручення В. І. Леніна. Учасник партійних нарад у Кракові і Пороніно.
У листопаді 1914 року був заарештований разом з іншими депутатами-соціалістами. До червня 1915 року перебував у в'язниці, а потім був засланий на вічне поселення в Сибір (Туруханський край), де продовжував революційну роботу. Повернувся в Петроград після Лютневої революції 1917.
У березні — листопаді 1917 року — член районної управи по продовольству Олександдро-Невської районної думи в місті Петрограді, був обраний від більшовиків в Петроградську міську думу.
Учасник Жовтневого перевороту 1917 року в Петрограді. Голова виборчої комісії з виборів в Петроградську міську думу, що відбулися 29 листопада 1917 року.
У листопаді 1917 — травні 1918 року — голова центральної продовольчої управи міста Петрограда.
У травні — серпні 1918 року — надзвичайний уповноважений із хлібозаготівель РНК РРФСР в Сибіру і на Уралі.
У серпні — грудні 1918 року — продовольчий комісар Північної області в Петрограді. У грудні 1918 — березні 1919 року — продовольчий комісар в Петрограді. У березні 1919 — червні 1920 року — голова Продовольчої комуни в Петрограді.
У червні 1920 — червні 1921 року — голова споживчого товариства, голова споживчої комуни в Москві.
У червні 1921 — грудні 1929 року — голова товариства споживчої кооперації в місті Петрограді (Ленінграді).
У січні 1930 — березні 1931 року — голова правління Центральної спілки споживчих товариств (Центроспілки) у Москві.
У березні 1931 — вересні 1936 року — голова правління Московської спілки споживчих товариств.
У вересні 1936 — 11 серпня 1937 року — заступник народного комісара харчової промисловості СРСР.
У серпні 1937 — липні 1938 року — народний комісар харчової промисловості РРФСР.
У липні — грудні 1938 року — заступник голови Московської міської ради.
19 липня 1938 — 4 березня 1944 року — голова Президії Верховної Ради Російської РФСР, заступник голови Президії Верховної Ради СРСР.
Бадаєв, схильний до алкоголізму, в 1943 році дискредитував себе негідною поведінкою в ході державного візиту в Монголію і Туву. У зв'язку з цим 6 квітня 1943 року Політбюро ВКП(б) ухвалило рішення про усунення Бадаева з посади (виконувачем обов'язків голови Президії ВС РРФСР був призначений Власов Іван Олексійович). 4 березня 1944 року Олексій Бадаєв офіційно звільнений із займаної посади постановою 5-ї сесії Верховної Ради РРФСР I-го скликання.
З квітня 1943 по січень 1949 року — начальник Головного управління пивоварної промисловості Народного комісаріату (Міністерства) смакової промисловості СРСР. З вересня 1946 по січень 1949 року — член колегії Міністерства смакової промисловості СРСР.
З січня 1949 по листопад 1951 року — начальник Головного управління дріжджової промисловості та член колегії Міністерства харчової промисловості СРСР.
Автор книги спогадів «Як більшовицькі депутати боролися в Державній думі».
Похований в Москві на Новодівочому цвинтарі.

## Відзнаки і нагороди
Нагороджений двома орденами Леніна і орденом Трудового Червоного Прапора.